# David Henry Mercer

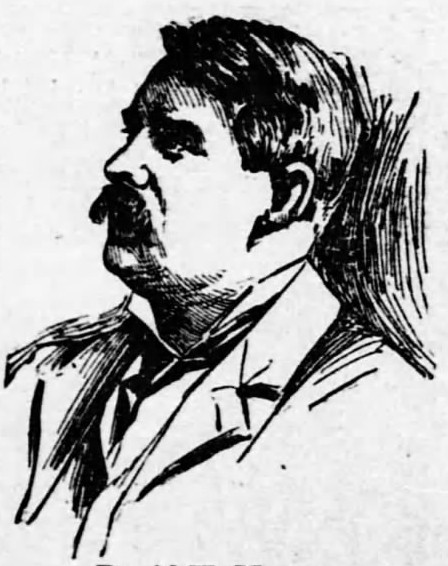
David Henry Mercer

David Henry Mercer (* 9. Juli 1857 im Benton County, Iowa; † 10. Januar 1919 in Omaha, Nebraska) war ein US-amerikanischer Politiker. Zwischen 1893 und 1903 vertrat er den zweiten Wahlbezirk des Bundesstaates Nebraska im US-Repräsentantenhaus.

## Werdegang
Noch als Kleinkind zog David Mercer 1858 mit seinen Eltern in das Adams County in Illinois. Nach dem Ende des Bürgerkrieges ließ sich die Familie in Brownville (Nebraska) nieder. Dort besuchte David die öffentlichen Schulen. Danach studierte er bis 1880 an der University of Nebraska in Lincoln. Mit einem Jurastudium an der University of Michigan in Ann Arbor beendete David Mercer im Jahr 1882 seine Ausbildung. Nach seiner Zulassung als Rechtsanwalt begann er in Brownville in seinem neuen Beruf zu arbeiten. Dort war er auch ein Jahr lang Polizeirichter.
Im Jahr 1885 zog Mercer nach Omaha. Dort wurde er für die Republikanische Partei politisch tätig. Er wurde sowohl in Omaha als auch im angrenzenden Bezirk Vorsitzender seiner Partei. Im Jahr 1896 war er sowohl Sekretär der Republikaner in Nebraska als auch des National Republican Congressional Committee. Von 1897 bis 1898 war er in seinem Staat Parteivorsitzender.
1892 wurde David Mercer in das US-Repräsentantenhaus gewählt, wo er am 4. März 1893 den in den fünften Distrikt wechselnden William A. McKeighan ablöste. Nachdem er in den folgenden Wahlen jeweils in seinem Amt bestätigt wurde, konnte Mercer bis zum 3. März 1903 insgesamt fünf Legislaturperioden im Kongress absolvieren. Dort war er Vorsitzender des Ausschusses für öffentliche Liegenschaften. 1902 unterlag er bei den Wahlen Gilbert Monell Hitchcock. Danach blieb er in Washington, wo er als Rechtsanwalt arbeitete. Er starb am 10. Januar 1919 in Omaha und wurde dort auch beigesetzt.